# Квартет имени Готорна
Квартет имени Готорна (англ. The Hawthorne String Quartet) — американский струнный квартет, основанный в 1986 году и состоящий из музыкантов Бостонского симфонического оркестра. Назван именем писателя Натаниэла Готорна.
Инициатива создания коллектива принадлежит альтисту Марку Людвигу, который одновременно является основателем и руководителем Терезинского музыкального фонда, занимающегося возрождением и популяризацией музыкального наследия узников концентрационного лагеря Терезиенштадт. В связи с этим основным направлением работы квартета стало исполнение произведений так называемой «дегенеративной музыки» — композиторов, чьё творчество ввиду эстетической радикальности было объявлено нацистами вне закона. Среди таких композиторов, в первую очередь, жертвы Терезиенштадта — Ганс Краса, Эрвин Шульгоф, Виктор Ульман, Павел Хаас, Гидеон Клейн. Квартет выпустил ряд дисков с их сочинениями и исполняет их по всему миру, в том числе в Чехии: в 1991 г. он дал концерт в Праге по случаю 50-летия отправки в лагерь первого транспорта с чешскими евреями, в дальнейшем несколько раз участвовал в фестивале «Пражская весна».

## Состав
- Ронан Лефковиц (скрипка)
- Сидзин Хуан (скрипка)
- Марк Людвиг (альт)
- Сато Кнудсен (виолончель)